# The Good Book
The Good Book är ett musikalbum av Melanie Safka. Albumet släpptes våren 1971 på skivbolaget Buddah Records. Albumet blev ingen försäljningsframgång i hemlandet USA, trots att det genererade en hitsingel med låten "Nickel Song", men sålde desto bättre i många andra länder. Titelspåret är en protest mot artistlivet och vad som förväntas av en musiker.

## Låtlista
1. "The Good Book"
2. "Babe Rainbow"
3. "Sign on the Window"
4. "The Saddest Thing"
5. "Nickel Song"
6. "Isn't It a Pity"
7. "My Father"
8. "Chords of Fame"
9. "You Can Go Fishin' "
10. "Birthday of the Sun"
11. "The Prize"

## Listplaceringar
- Billboardlistan, USA: #80[1]
- UK Albums Chart, Storbritannien: #9[2]
- VG-lista, Norge: #20[3]
- Kvällstoppen, Sverige: #16[4]